# Foster (métro de Chicago)
Pour les articles homonymes, voir Foster.
Foster est une station aérienne de la ligne mauve du métro de Chicago. Elle donne accès à l’entrée sud du campus de l'université Northwestern (Northwestern University). La station Foster est située sur le territoire de la ville de Evanston, juste au nord de Chicago.

## Description
Ouverte sur la Evanston Branch par la  Northwestern Elevated le 16 mai 1908 au niveau du sol, Foster fut élevée sur un remblai en 1909 et reconstruite sous le nom de « Noyes » en 1931 sous une forme beaucoup plus simple et fonctionnelle. 
La station Foster ne possède pas de bâtiment de gare officiel ; deux escaliers, côté sud de Foster Street, mènent à un petit espace abritant un guichet d'accueil, un distributeur de titres de transport et deux tourniquets. Le quai central, en béton, s'étend au nord de l'entrée de la station, couvert d'un auvent sur toute sa longueur. Les rames en direction du sud s'arrêtent à l'ouest du quai, tandis que celles en direction du nord s'arrêtent à l'est. Le quai ne peut accueillir que des rames de six voitures, l'extrémité nord ayant été retirée, mais sa charpente et son auvent sont toujours en place.
La station a été fréquentée par 235 758 passagers en 2008.

## Les correspondances avec le bus
Avec les bus de la Chicago Transit Authority :
- #N201 Central/Sherman (Owl Service - Service de nuit)

## Dessertes
| Nord/Ouest            |  |                                    |  | Sud/Est                          |
| --------------------- |  | ---------------------------------- |  | -------------------------------- |
| Noyes vers Linden     |  | ligne mauve (heures creuses)       |  | Davis vers Howard                |
| Noyes vers Linden     |  | ligne mauve (heures de pointe) (d) |  | Davis vers Linden via Clark/Lake |
| modifier sur Wikidata |  |                                    |  |                                  |